# Храм Эпископи (Сикинос)

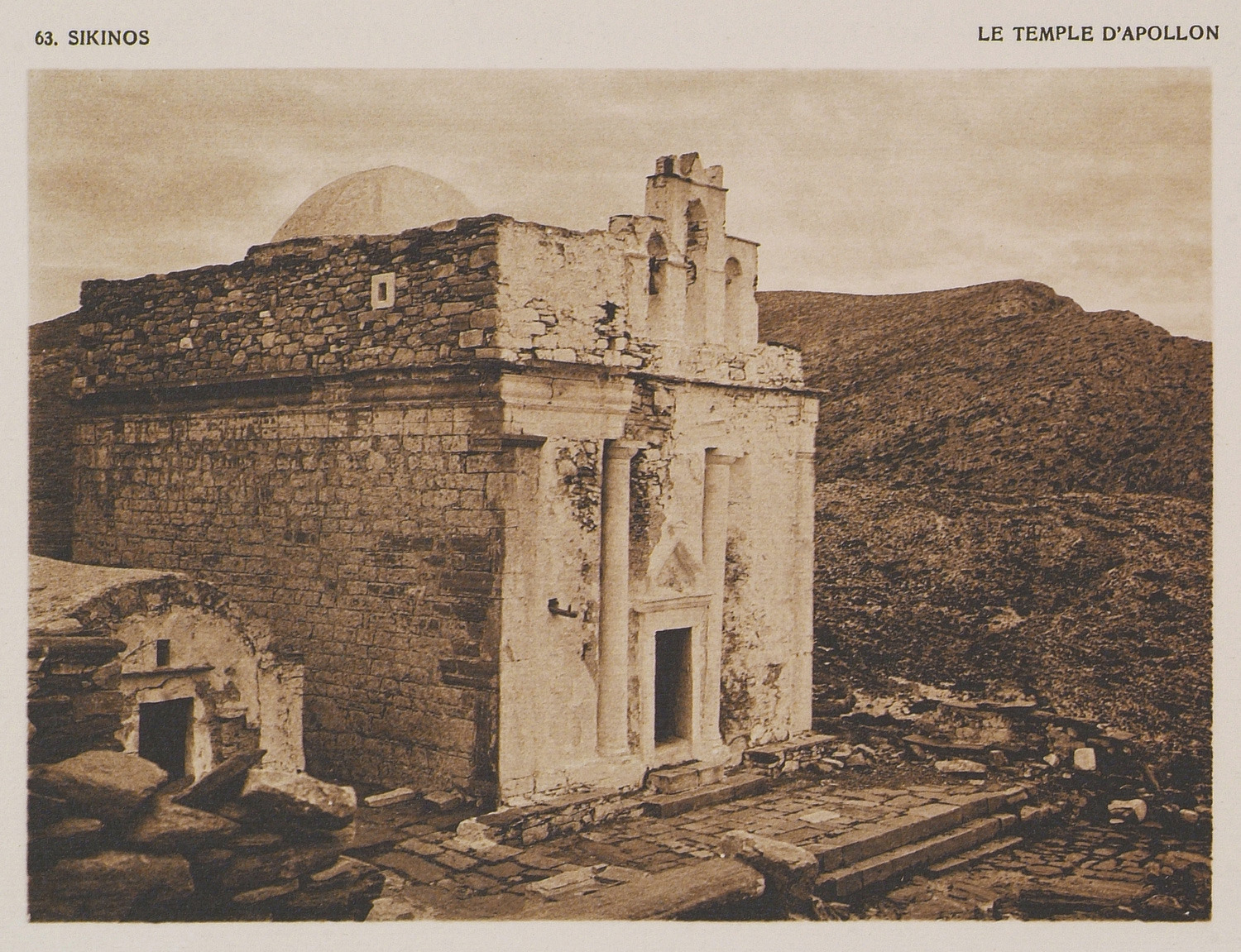
Храм Аполлона на острове Сикинос, фотография Daniel Baud-Bovy и Boissonnas Frédéric, 1919 год

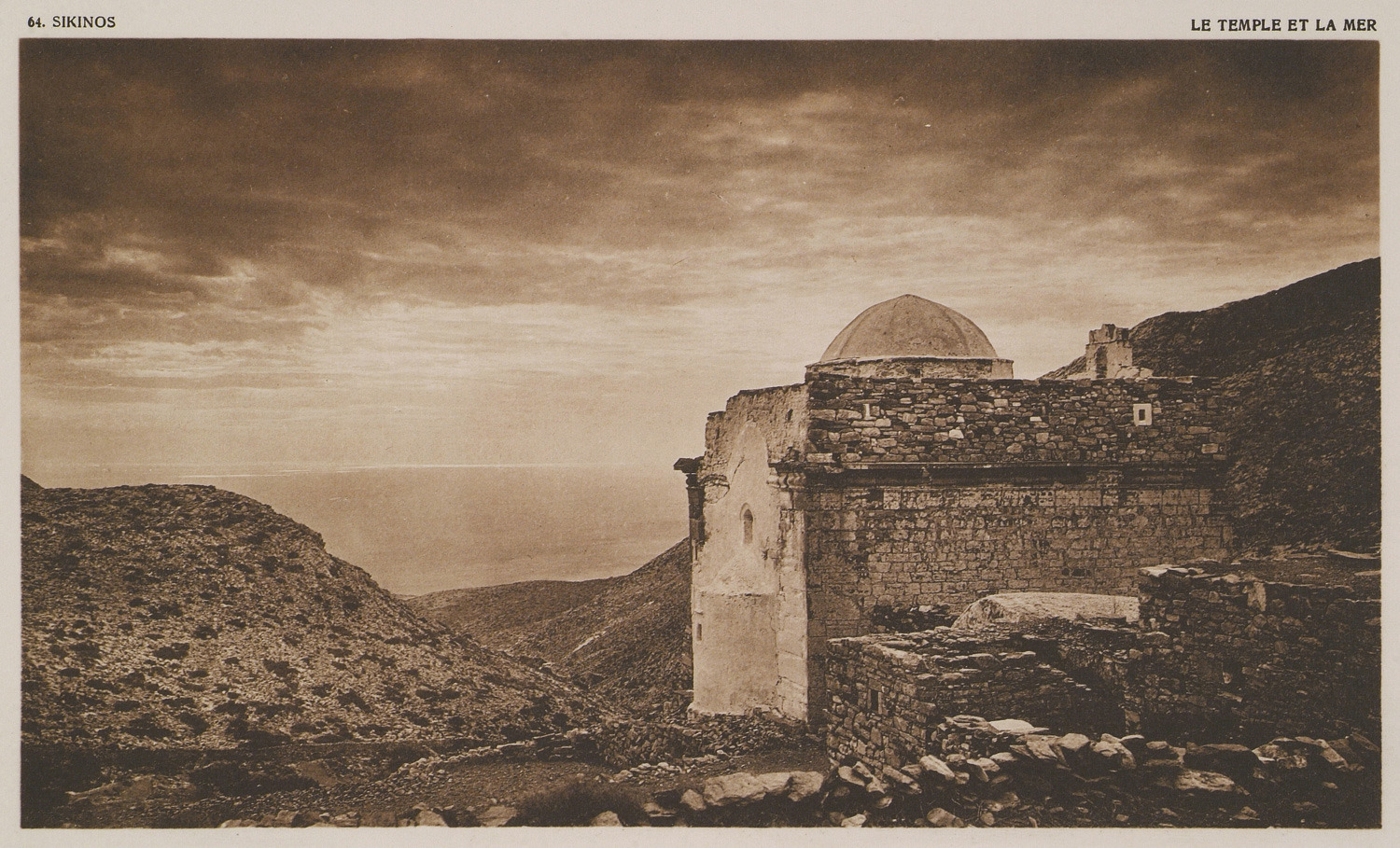
Храм и море, фотография Daniel Baud-Bovy и Boissonnas Frédéric, 1919 год

Античное культовое здание Храм Эпископи (греч.  Ναός της Επισκοπής) на греческом острове Сикинос, Киклады, оно же христианский Храм Святой Анны (греч.  Ναός της Αγίας Άννας ) — один из самых наглядных и сохранившихся образцов перестройки античной культовой постройки в христианский храм на Кикладском архипелаге. 
Вместе с последующими христианскими постройками образует архитектурный комплекс, который является самым известным ориентиром в пейзаже острова Сикинос. 
Хотя швейцарские фотографы Daniel Baud-Bovy и Boissonnas Frédéric в своих работах 1919 года именуют здание Храмом Аполлона, каковым оно первоначально и считалось, сегодня греческие археологи считают его мавзолеем римского периода, построенным в III веке н.э.. 
В XVII веке здание было превращено в христианский храм с куполом. 
Столетиями здание оставалось в составе монастырского комплекса. 
В переполненной памятниками Греции здание было обделено вниманием и средствами для поддержания его статического состояния и реставрации. 
В августе 2016 года администрация (периферия) Южного Эгейского моря приняла решение выделить необходимую сумму для статического обеспечения и восстановления храма. 
Архитектурные работы предусматривают сохранение морфологических и структурных особенностей всех периодов в истории храма. 
Принято решение использовать весь комплекс монастыря, частью которого является храм, для создания единой археологической площадки, открытой для посетителей. 
Кельи монастыря станут залами, в которых будет выставлена экспозиция археологии и истории острова. 